# 삼전동
삼전동(三田洞)은 서울특별시 송파구의 법정동 및 행정동이다.

## 개요
| Daedongyeojido (Gyujanggak) 13-04.jpg |  |
|                                       |  |

삼전동 동명 유래는 이 마을에 유일하게 밭이 셋 있었다는 데서 붙여진 이름이라고 한다. 원래 이곳은 포구로서 서울 근교의 5진(津) 가운데 하나였는데 다른 곳에는 조수가 올라왔으나, 이 세 곳에는 물이 밀리지 않아 밭이 되었다고 한다. 조선시대 자연 마을 이름은 ‘삼밭게’ 또는 ‘삼전도’(三田渡)라 불렸고, 삼(麻)을 심었기 때문에 마전포(麻田浦)라고도 하였으며 또, 벌판에 옛날 장승을 세웠던 곳이라 하여 ‘장승골’ 또는 ‘장승벌’이라 불리기도 하였다. 이 삼전도는 세종 21년에 신설되었는데 한강나루, 노들나루와 함께 경강삼진(京江三津)의 하나로 진부(津夫) 10인이 배속되었으며 이후 삼전도의 기능이 커지면서 삼전도승이 광진의 나루도 관장하였다.
- 1577년 기도 광주목 중대면 삼전동
- 1914년 3월 1일 경기도 광주군 중대면 삼전리라 칭함.
- 1963년 1월 1일 서울특별시 성동구로 편입
- 1975년 10월 1일 서울특별시 강남구로 편입
- 1979년 9월 26일 서울특별시 강동구로 편입
- 1988년 1월 1일 서울특별시 송파구로 편입
- 1988년 7월 1일 송파구 석촌동 관할에 속하다가 삼전동사무소 개청

## 법정동
- 삼전동

## 교육
- 서울삼전초등학교
- 배명중학교
- 배명고등학교

## 같이 보기
- 대한민국의 행정 구역